# ژرژ دو لا تور

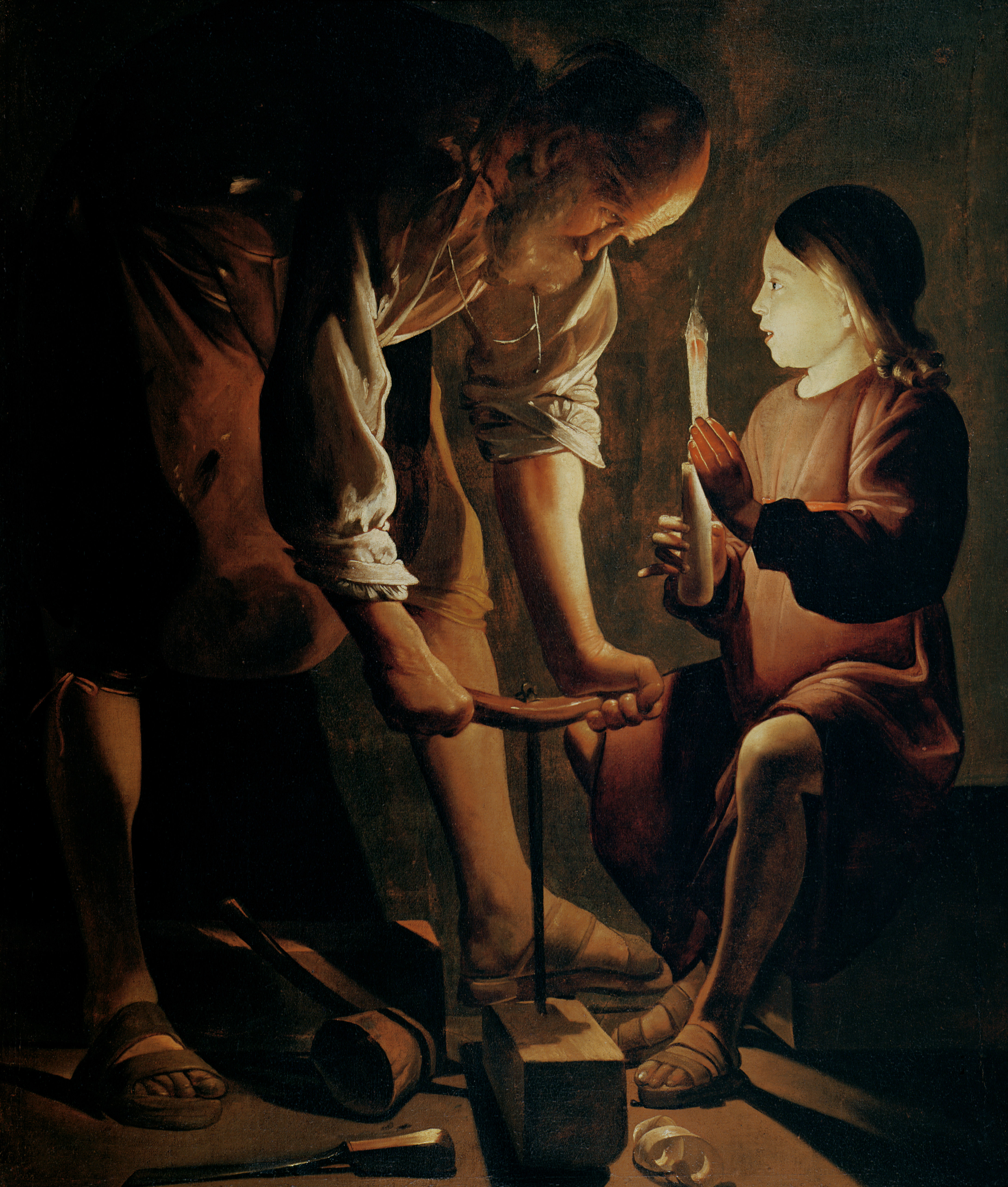
یوسف نجار ۱۶۴۲، لوور.

ژرژ دو لا تور (۱۳ مارس ۱۵۹۳–۳۰ ژانویه ۱۶۵۲) یک نقاش باروک اهل فرانسه بود که بیشتر زندگی کاری خود را در دوک نشین لورن سپری کرد و به‌طور موقت بین سال‌های ۱۶۴۱ و ۱۶۴۸ جذب فرانسه شد. بیشتر نقاشی‌های او مذهبی، نقاشی سیاه قلم صحنه‌های روشن شده با نور شمع هستند.

## نگارخانه

صحنه‌های سایه روشن
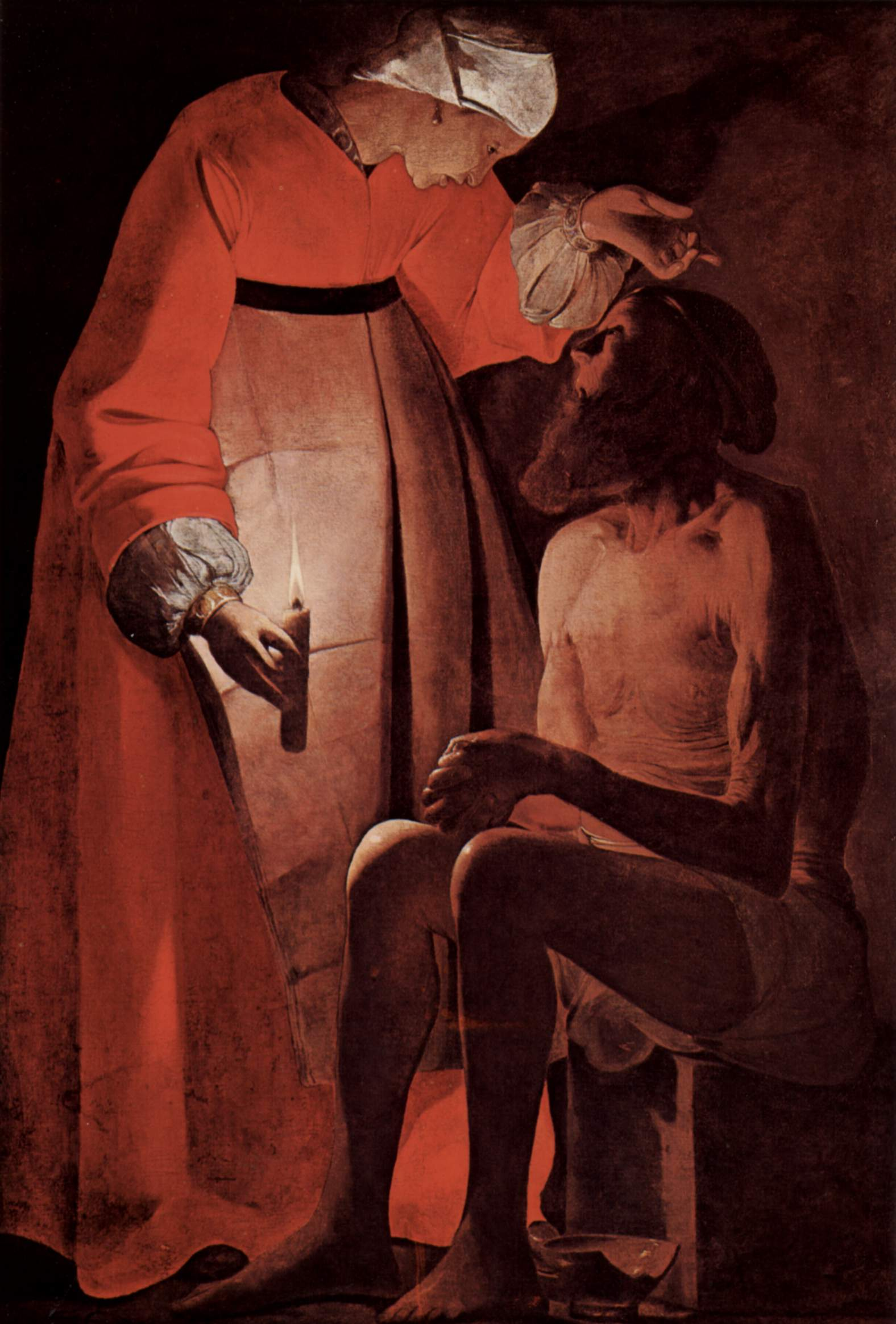
کار تمسخر توسط همسرش، ۱۶۲۵-۱۶۵۰
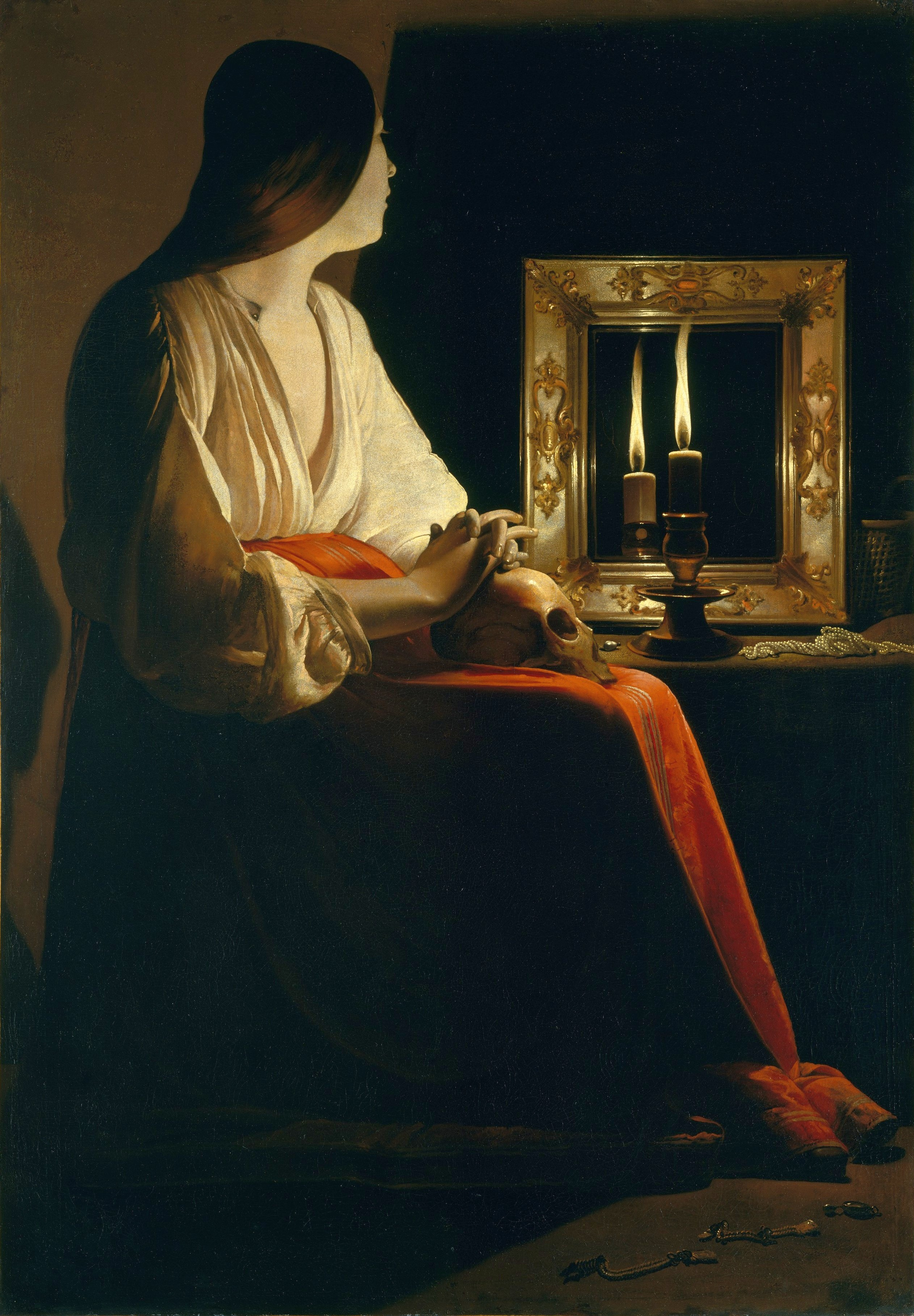
توبه مجدلیه ۱۶۲۵-۱۶۵۰
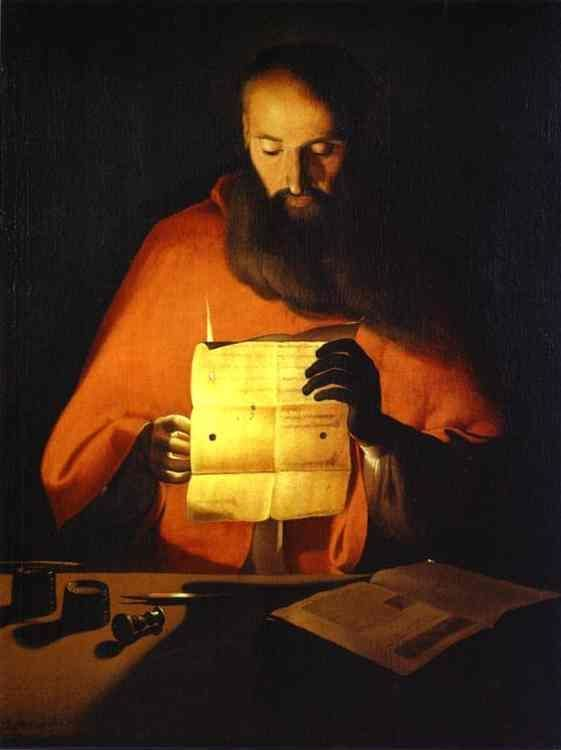
خواندن سنت جروم
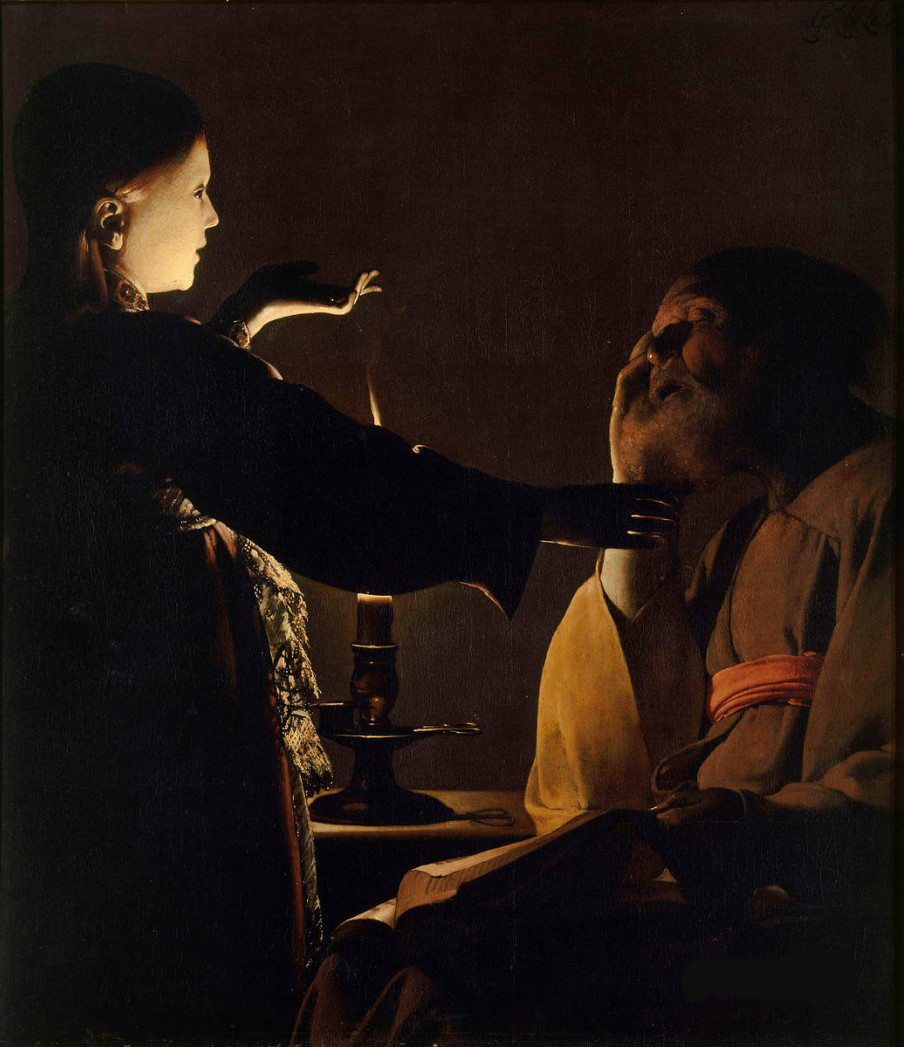
رویای سنت جوزف، ۱۶۲۸-۱۶۴۵، موزه هنرهای زیبا در نانت
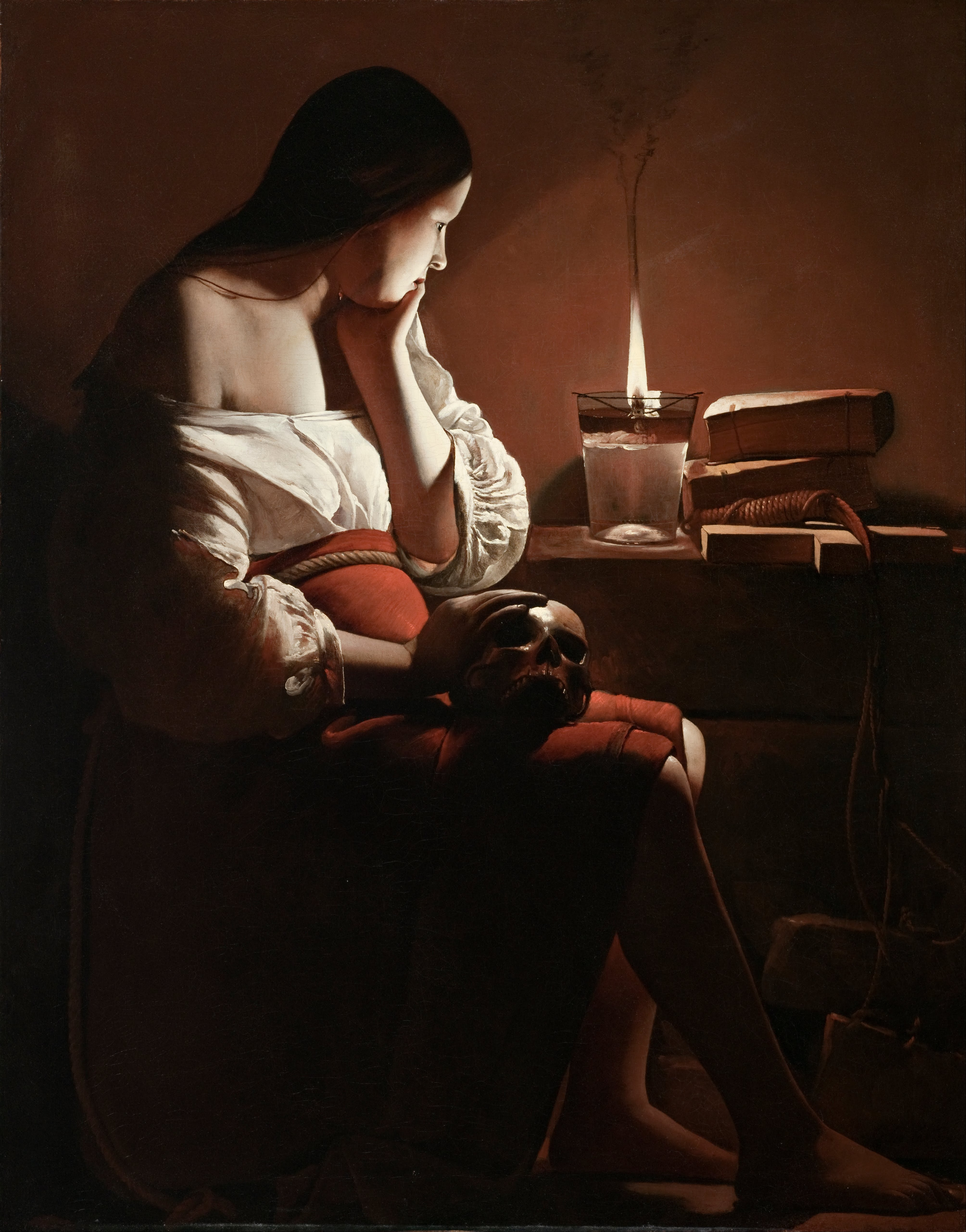
Magdalene with the Smoking Flame, c. 1640, Los Angeles County Museum of Art
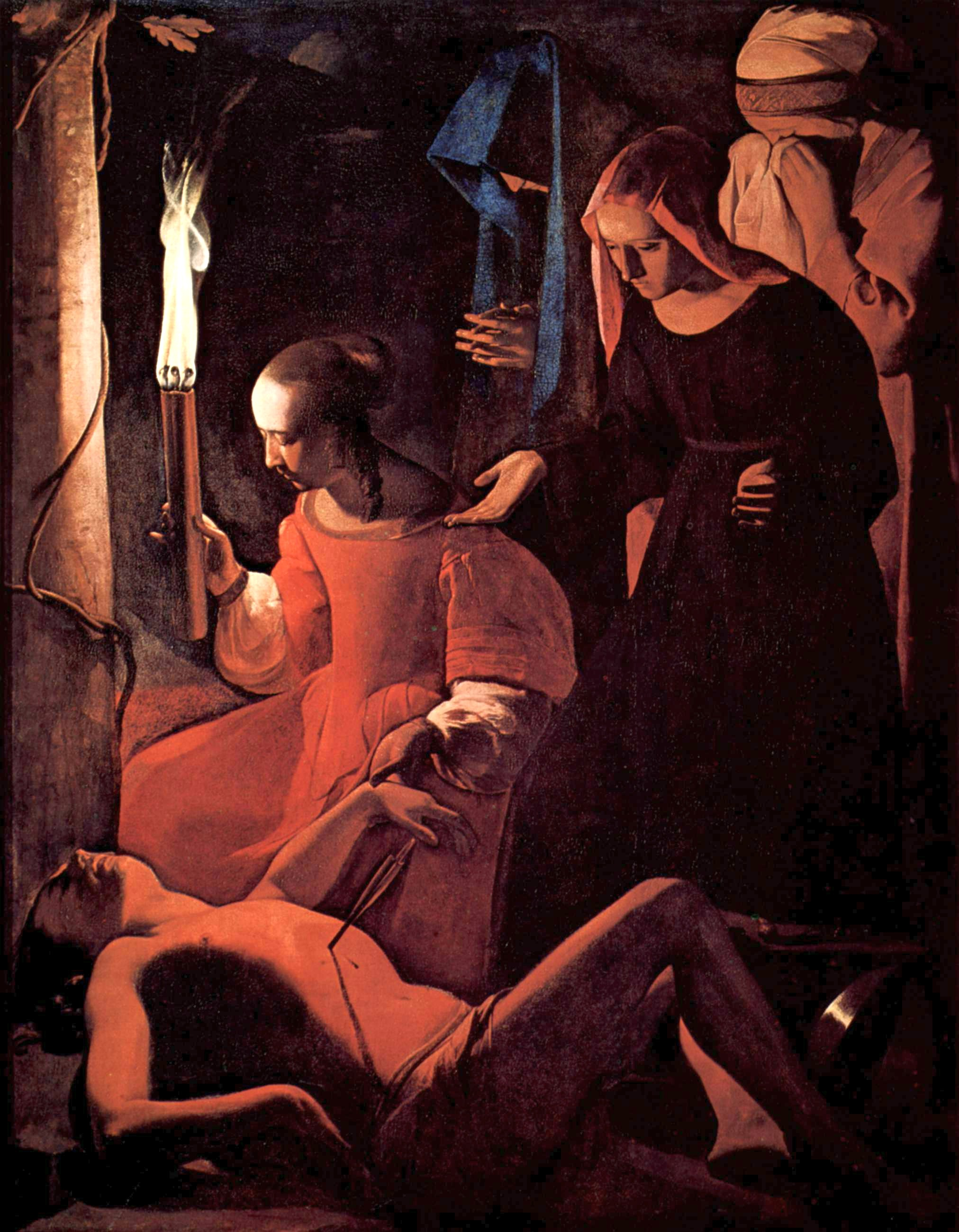
St Sebastian tended by St Irene, 1649, Parish Broglie France
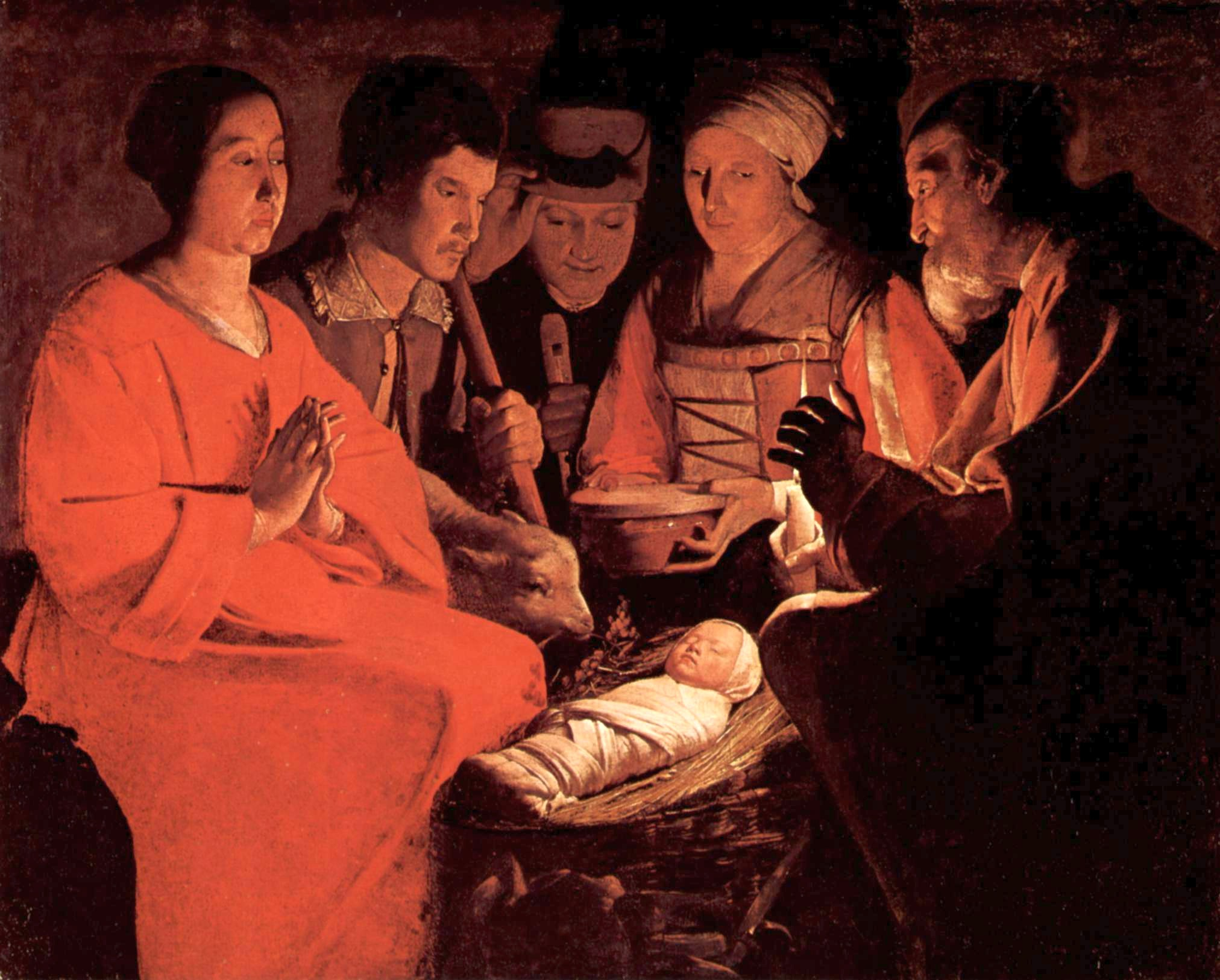
تولد عیسی مسیح، ۱۶۴۴ موزه لوور
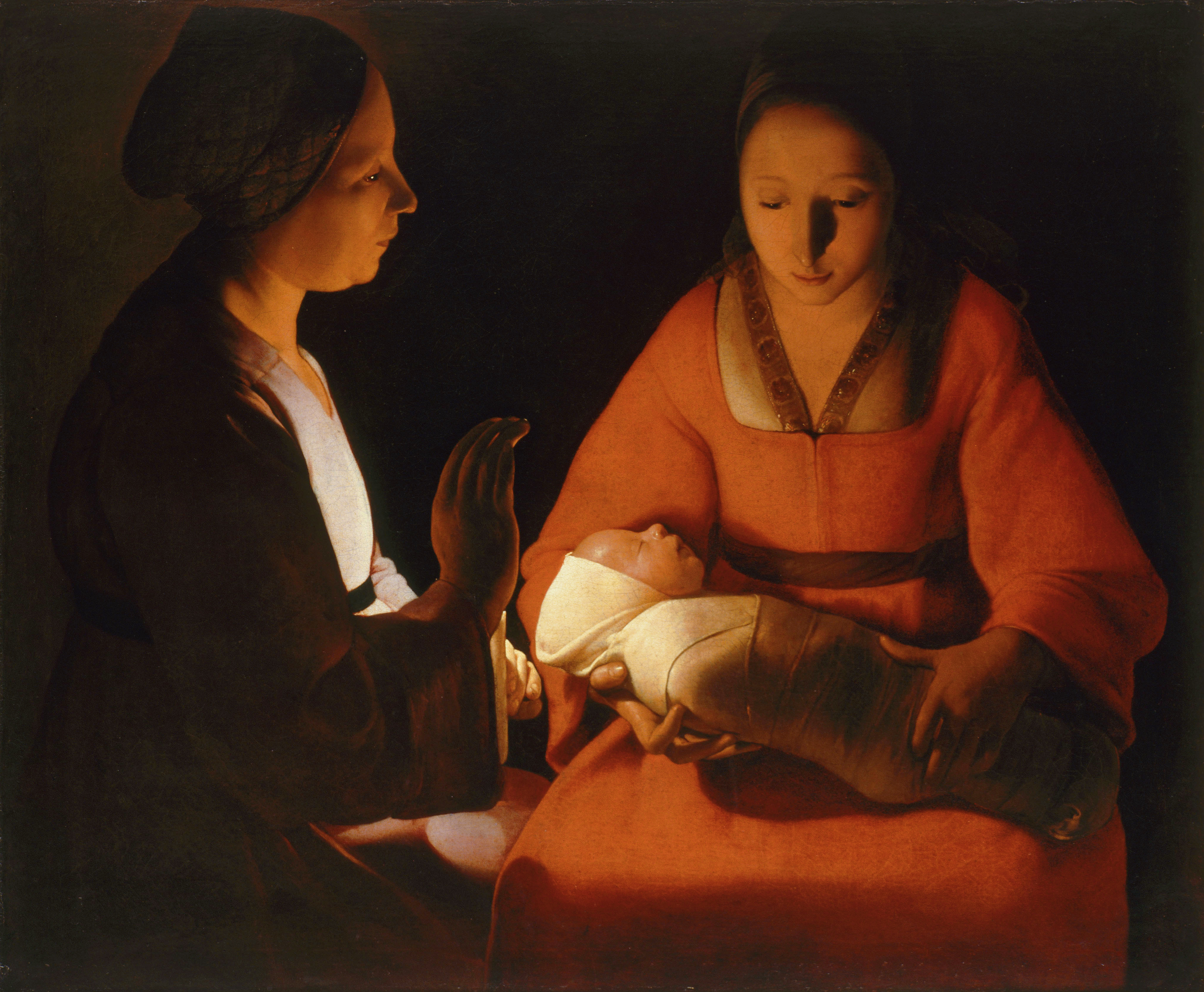
نوزاد مسیح، 1645-1648، موزه هنرهای زیبا رن
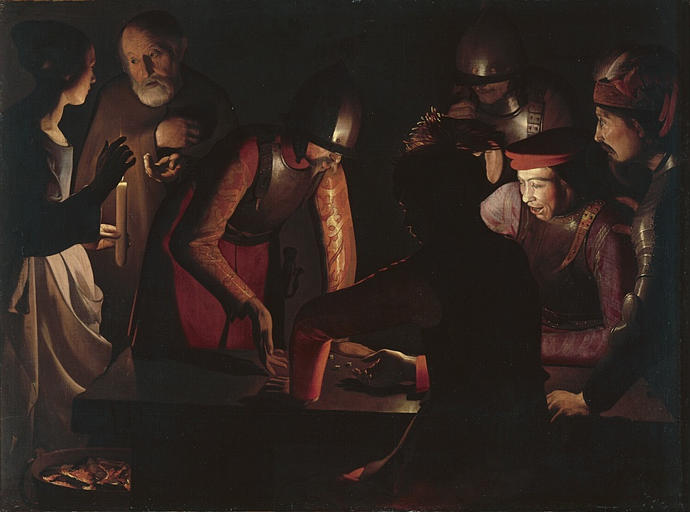
The denial of Saint Peter, 1651.
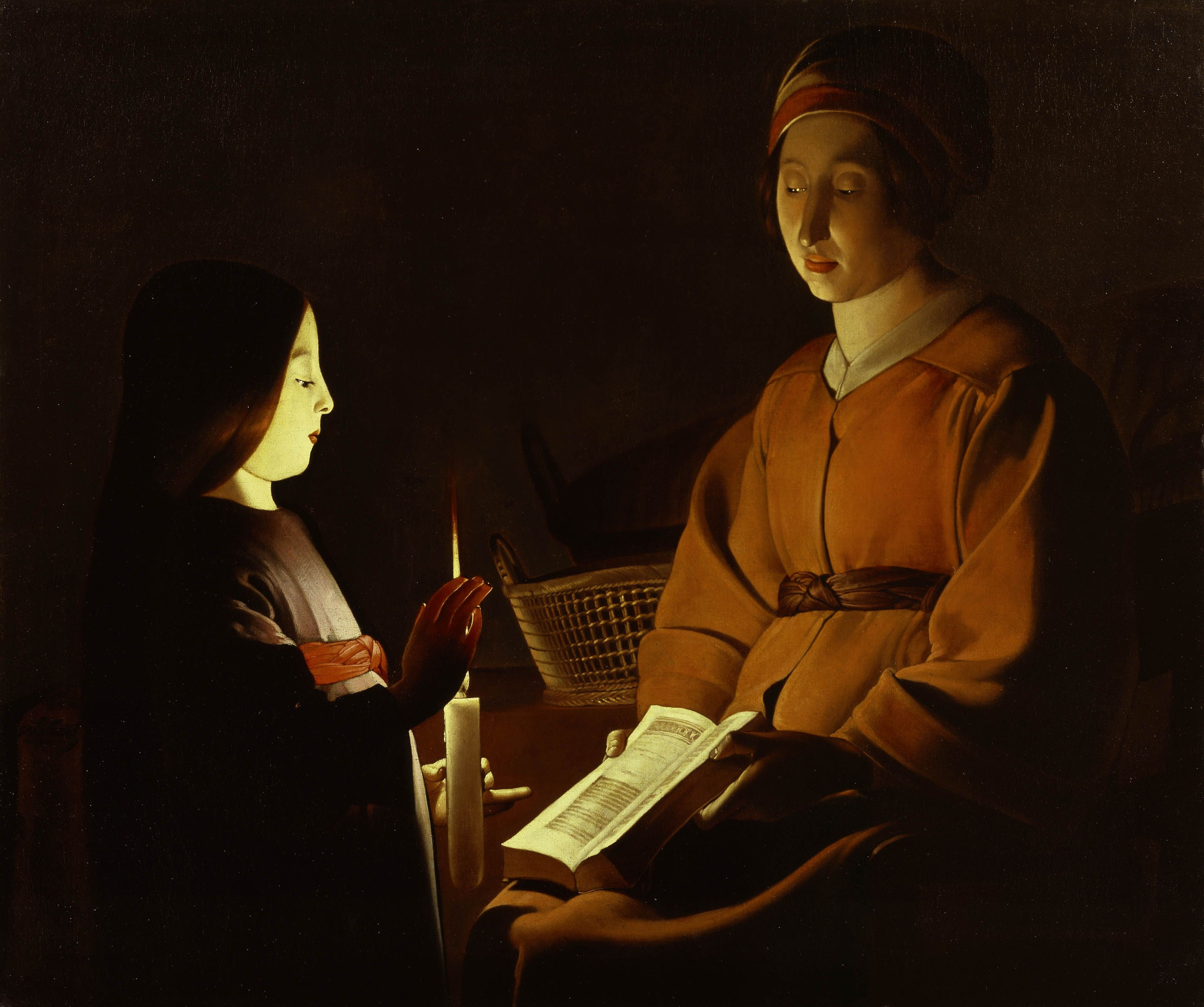
The education of the Virgin
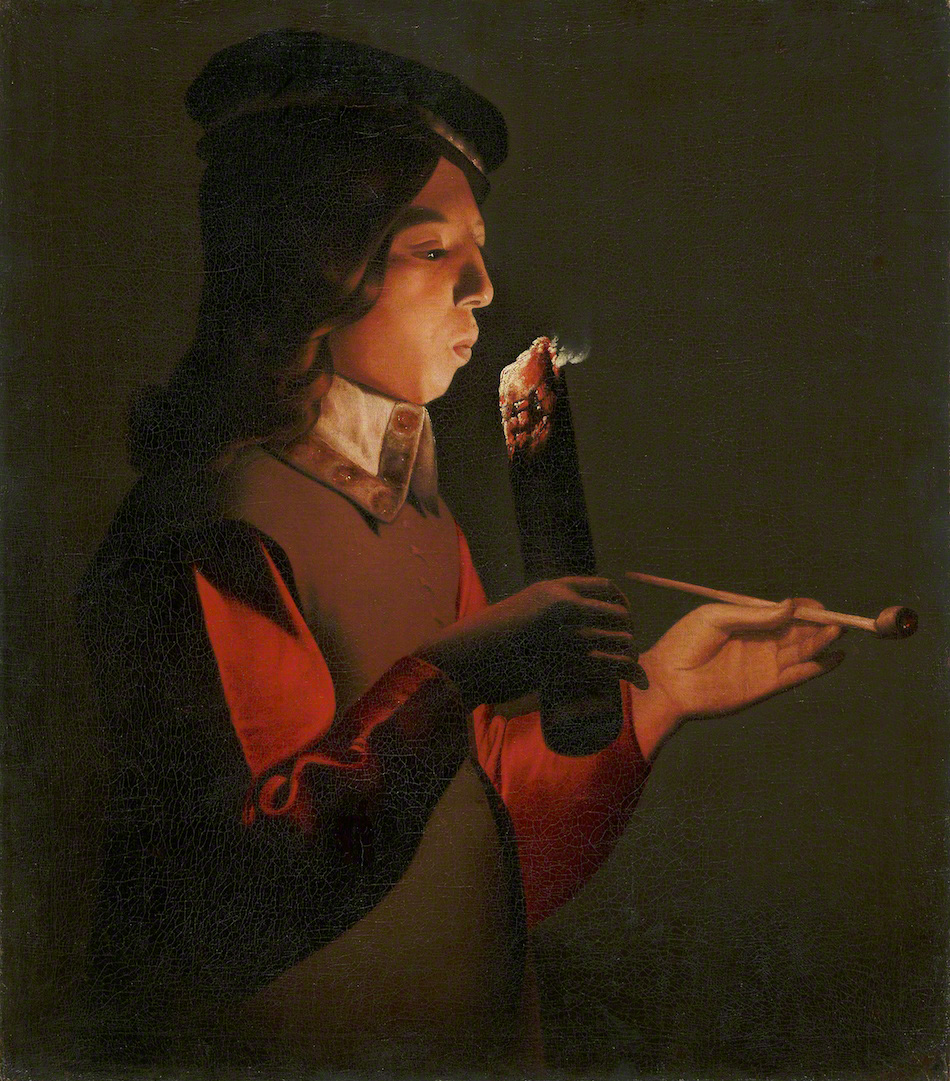
The smoker
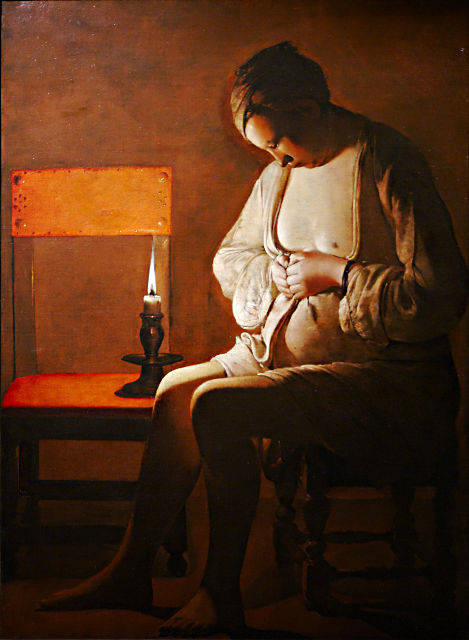
Woman in the light of the candle
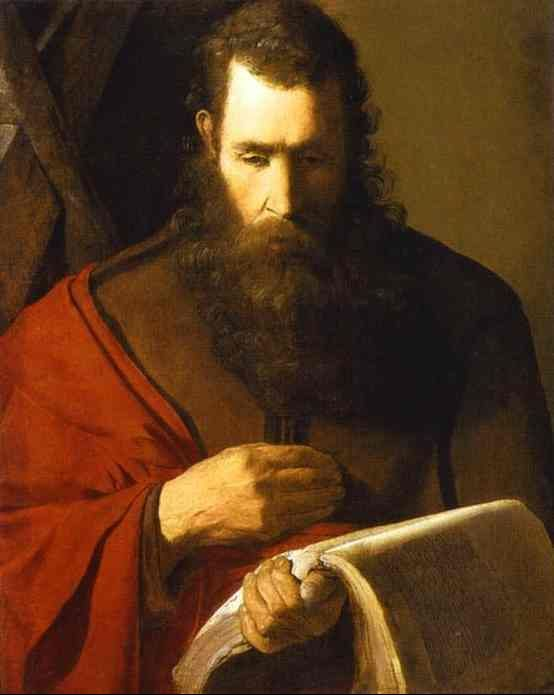
سنت اندرو
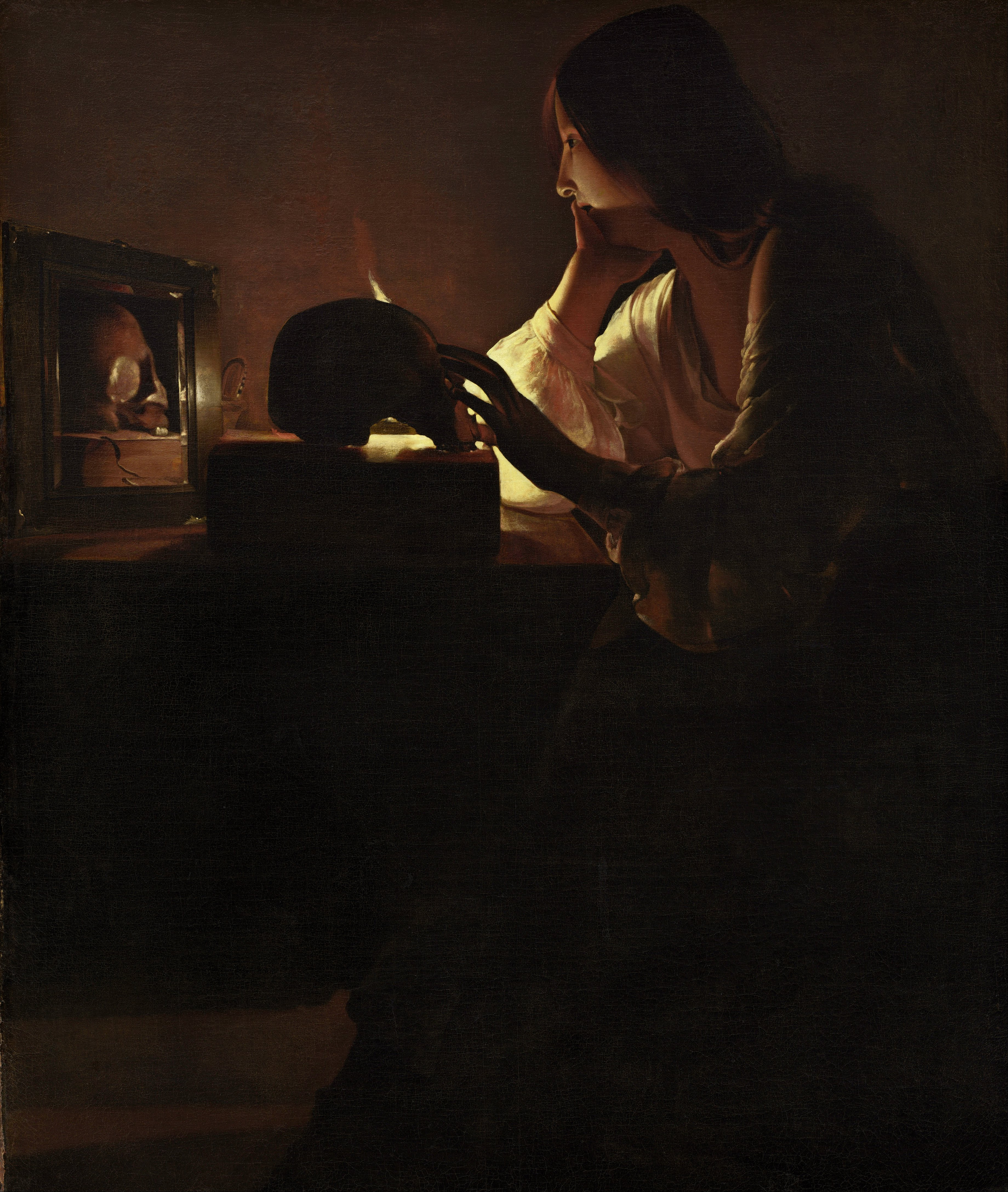
The Repentant Magdalen

سایر
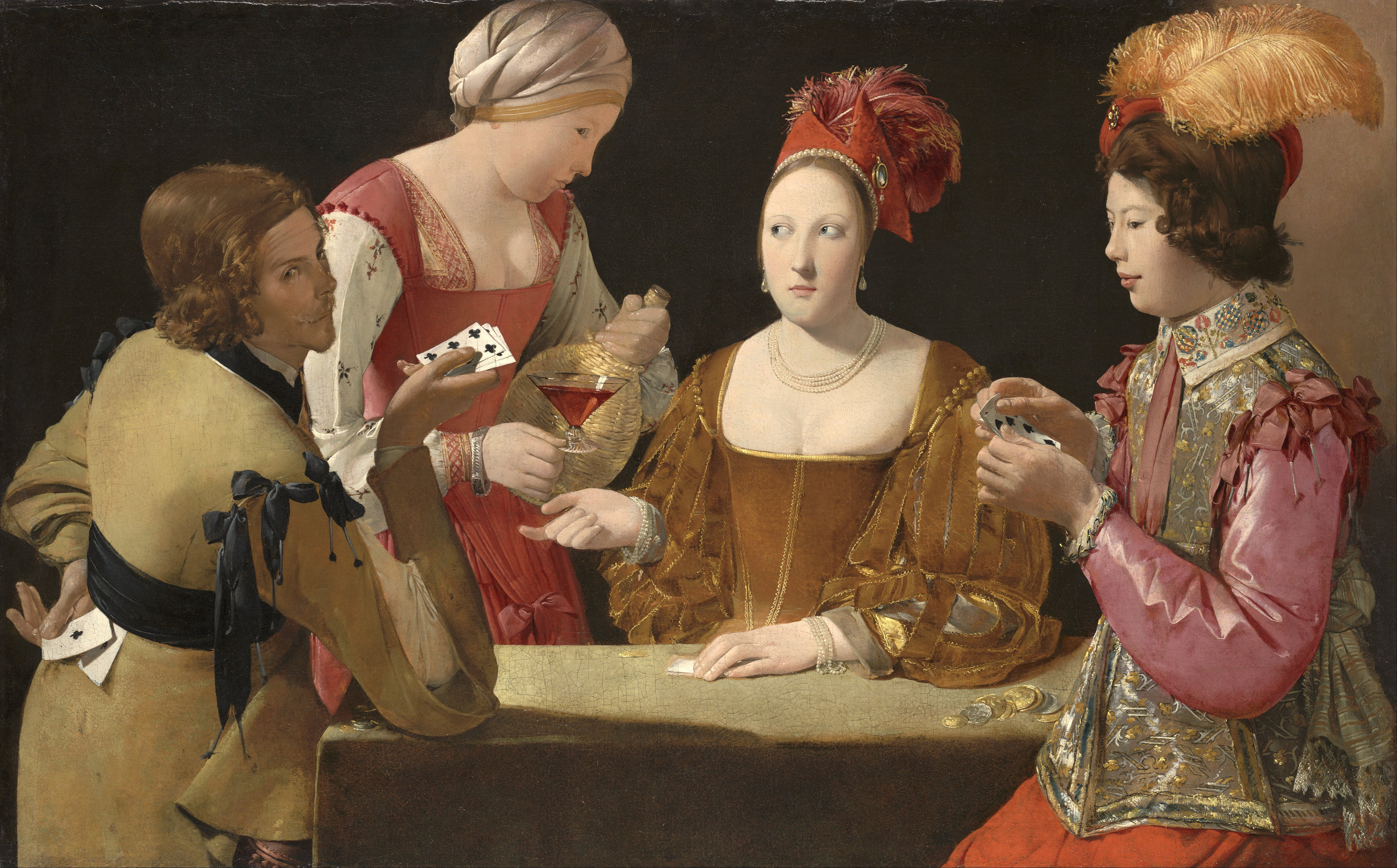
تقلب با آس باشگاه اواخر دهه ۱۶۲۰ هنر کیمبل، موزه Fort Worth, Texas. یک نسخه دیگر (با الماس و کمی لباس‌های مختلف) در موزه لوور است.
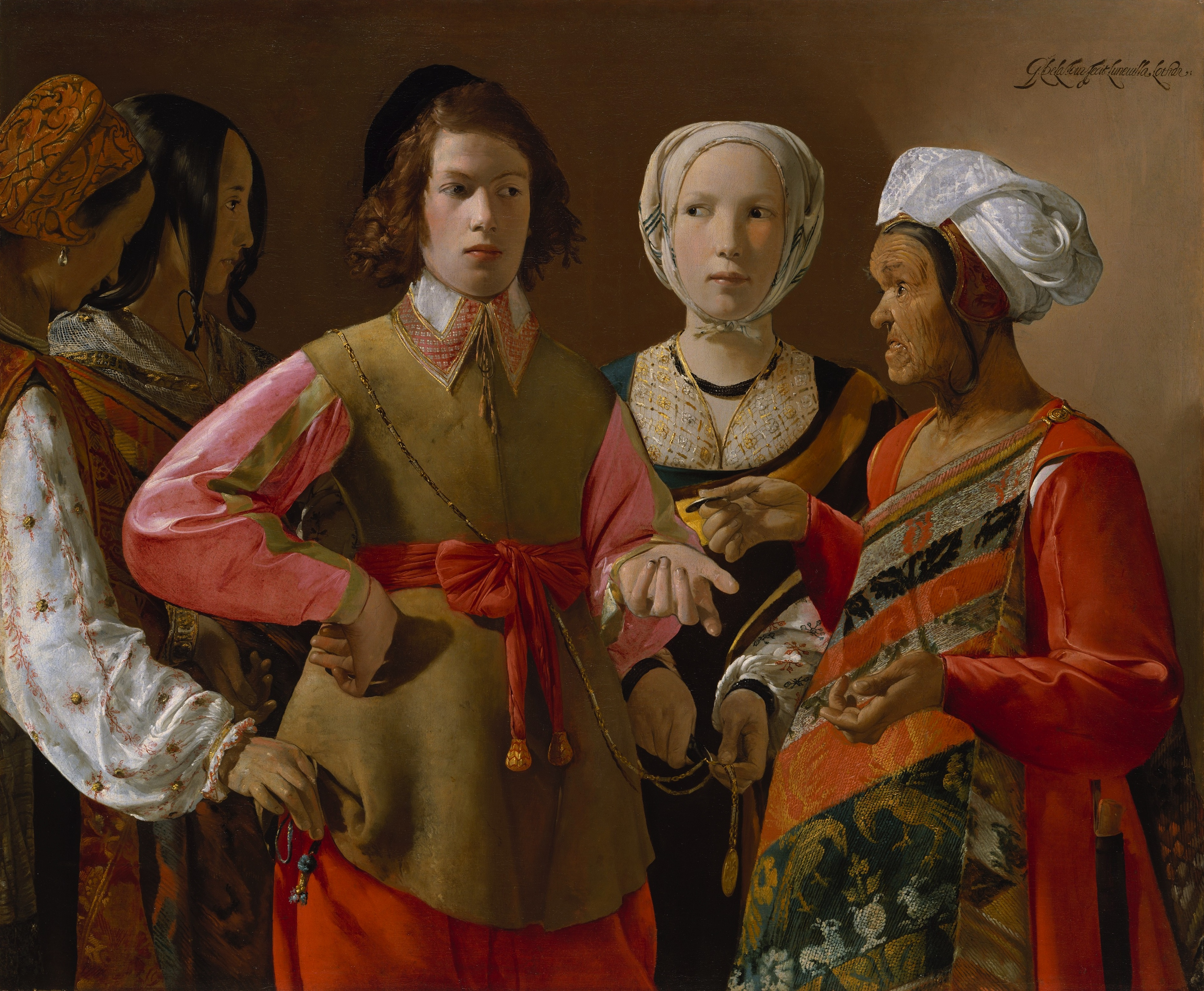
فورچون تلر ۱۶۳۳-۱۶۳۹ موزه هنر شهری

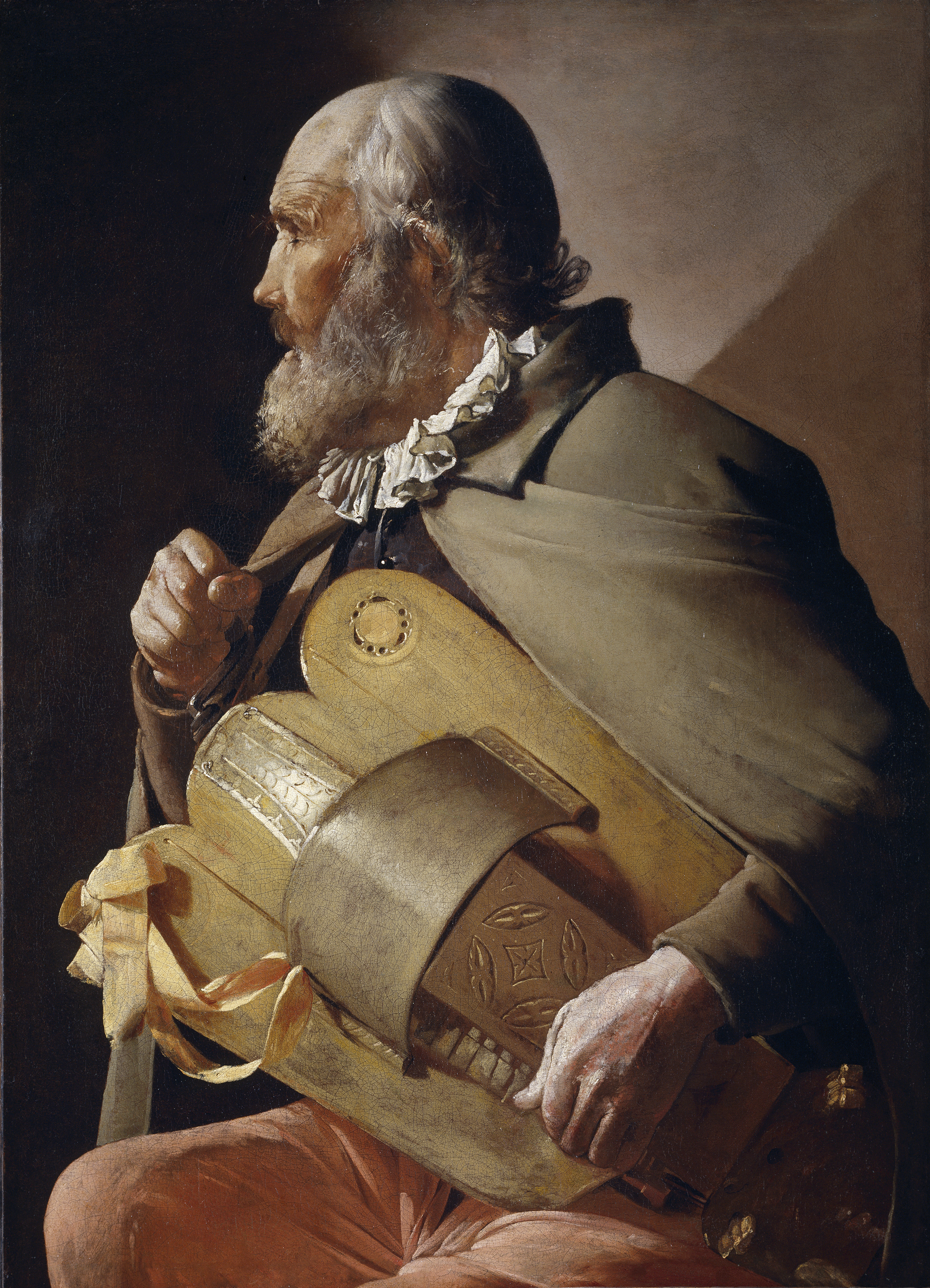
Hurdy-Gurdy بازیکن، ۱۶۱۰-۱۶۳۰ موزه پرادو
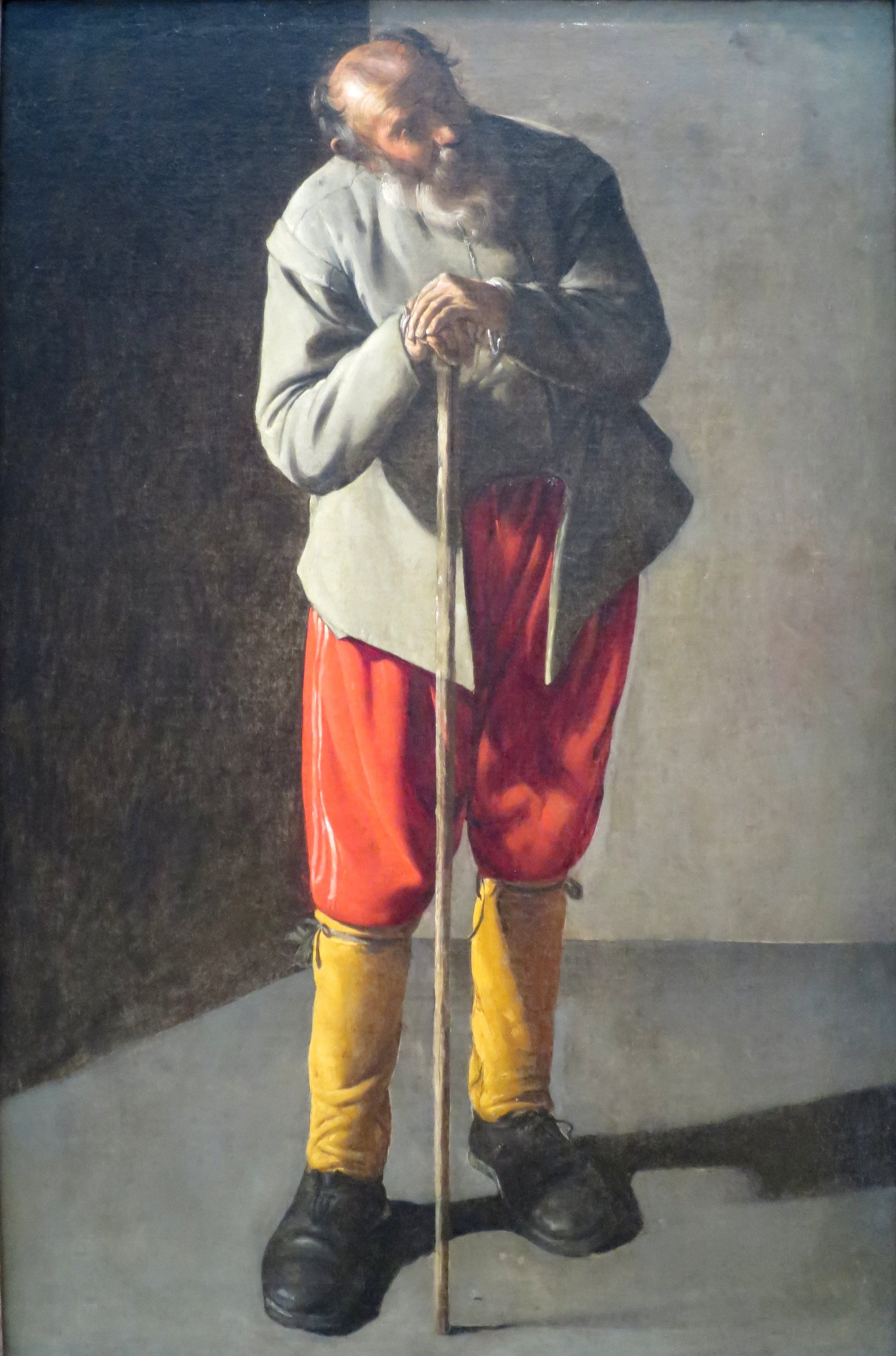
پرتره از یک پیر مرد ۱۶۲۴-۱۶۵۰ ده جوان موزه سان فرانسیسکو.
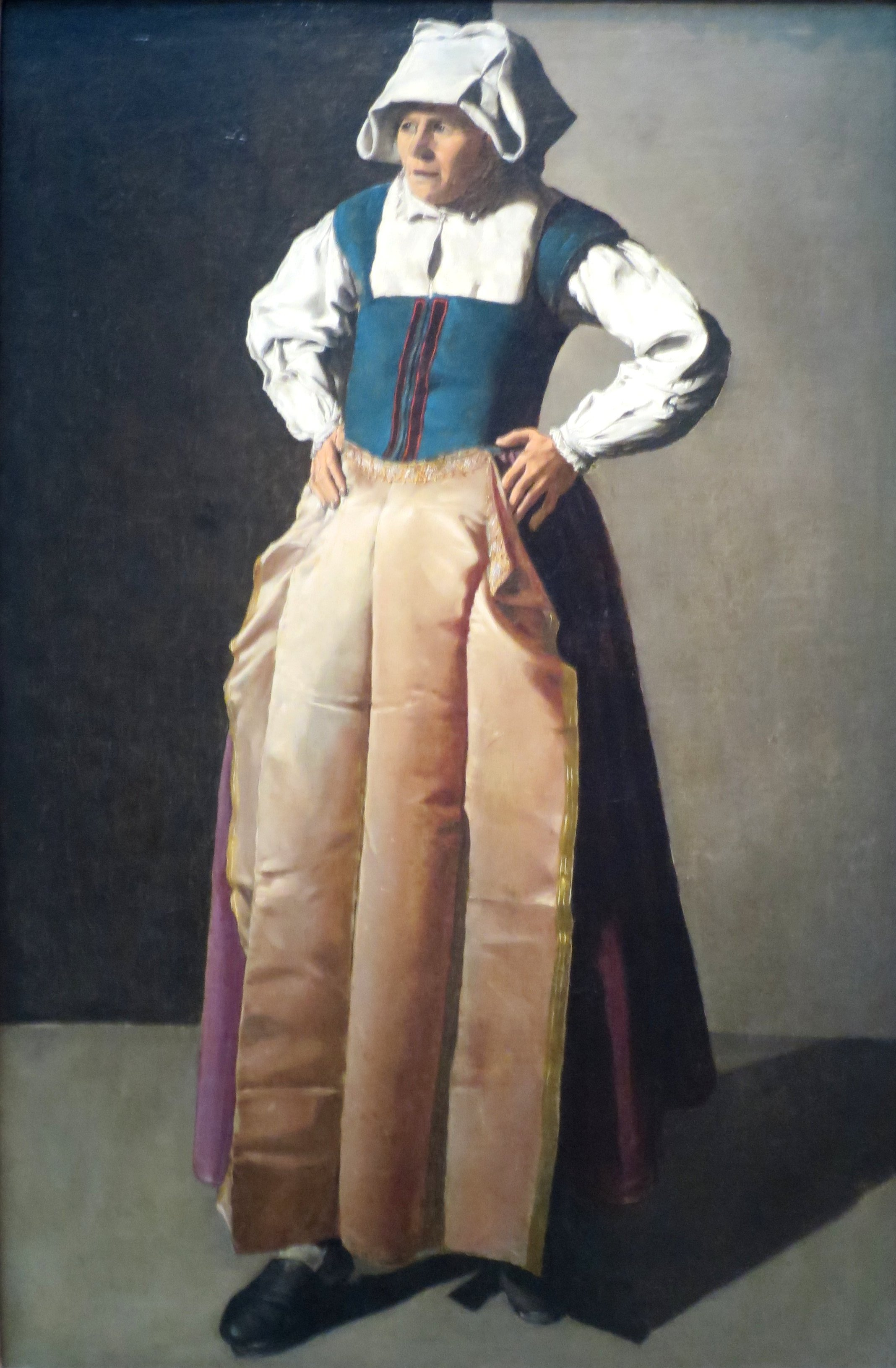
پرتره از یک زن پیر ۱۶۲۴-۱۶۵۰ ده جوان موزه سان فرانسیسکو.
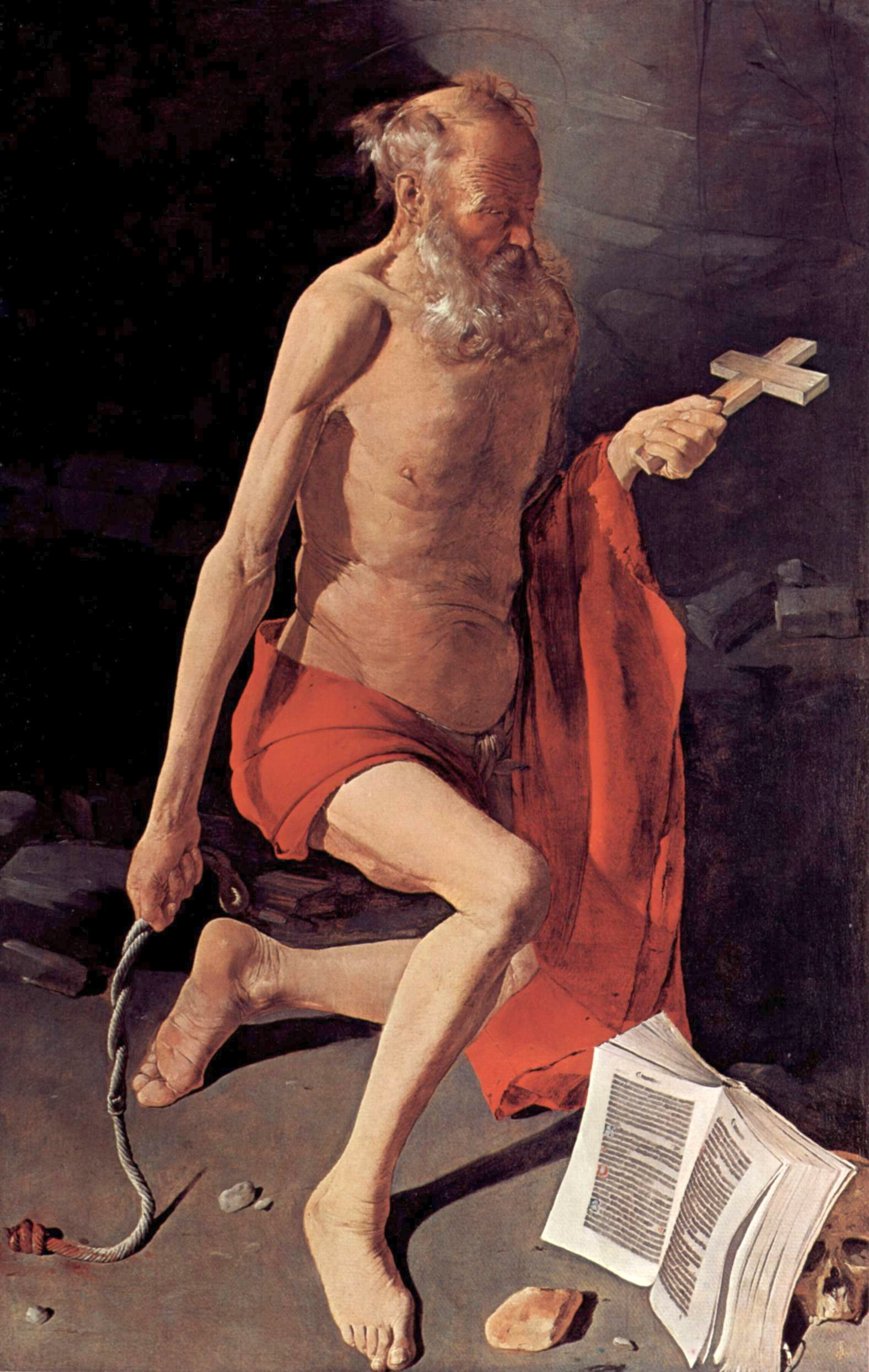
سنت جروم ۱۶۲۴-۱۶۵۰ موزه ملی استکهلم
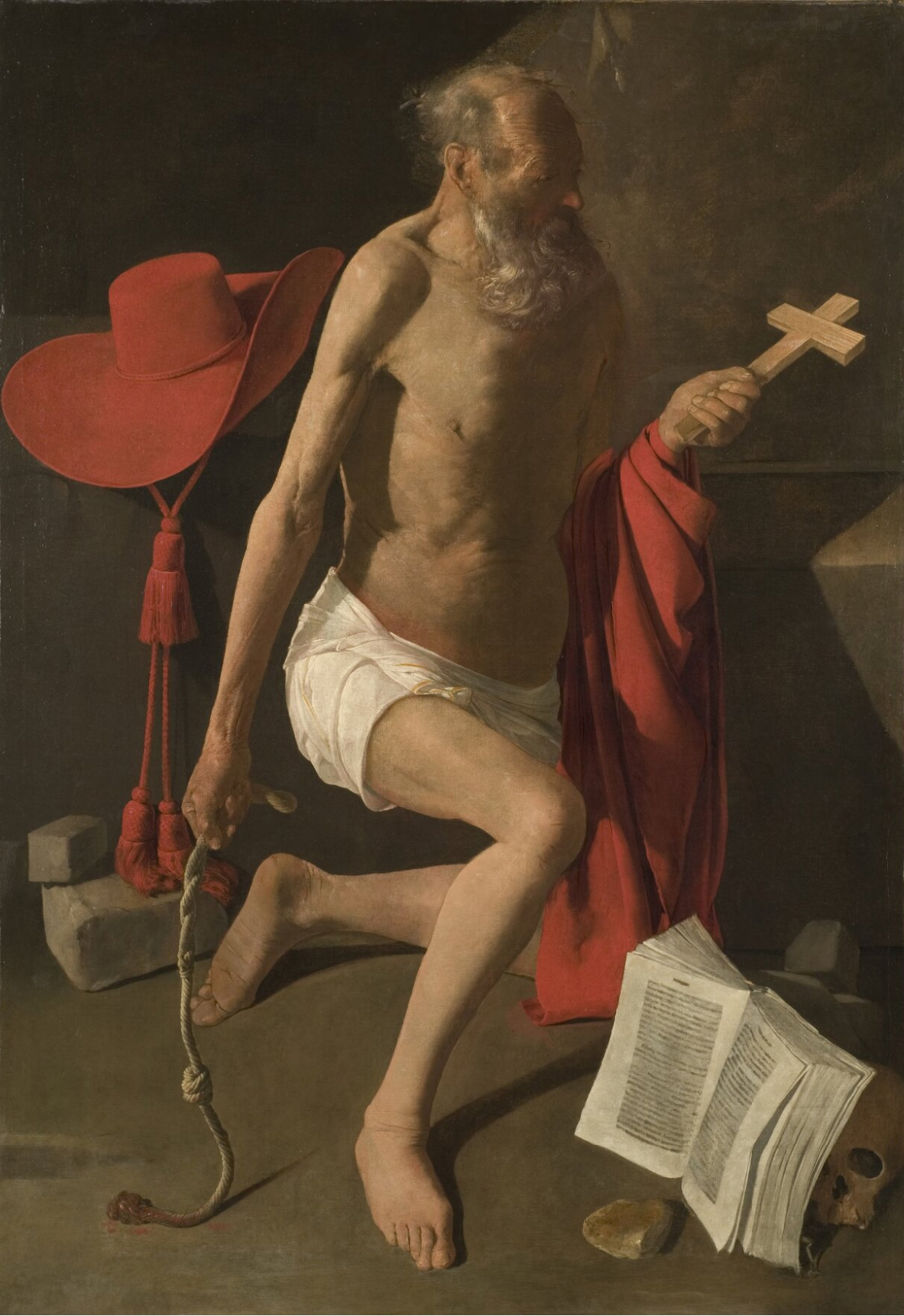
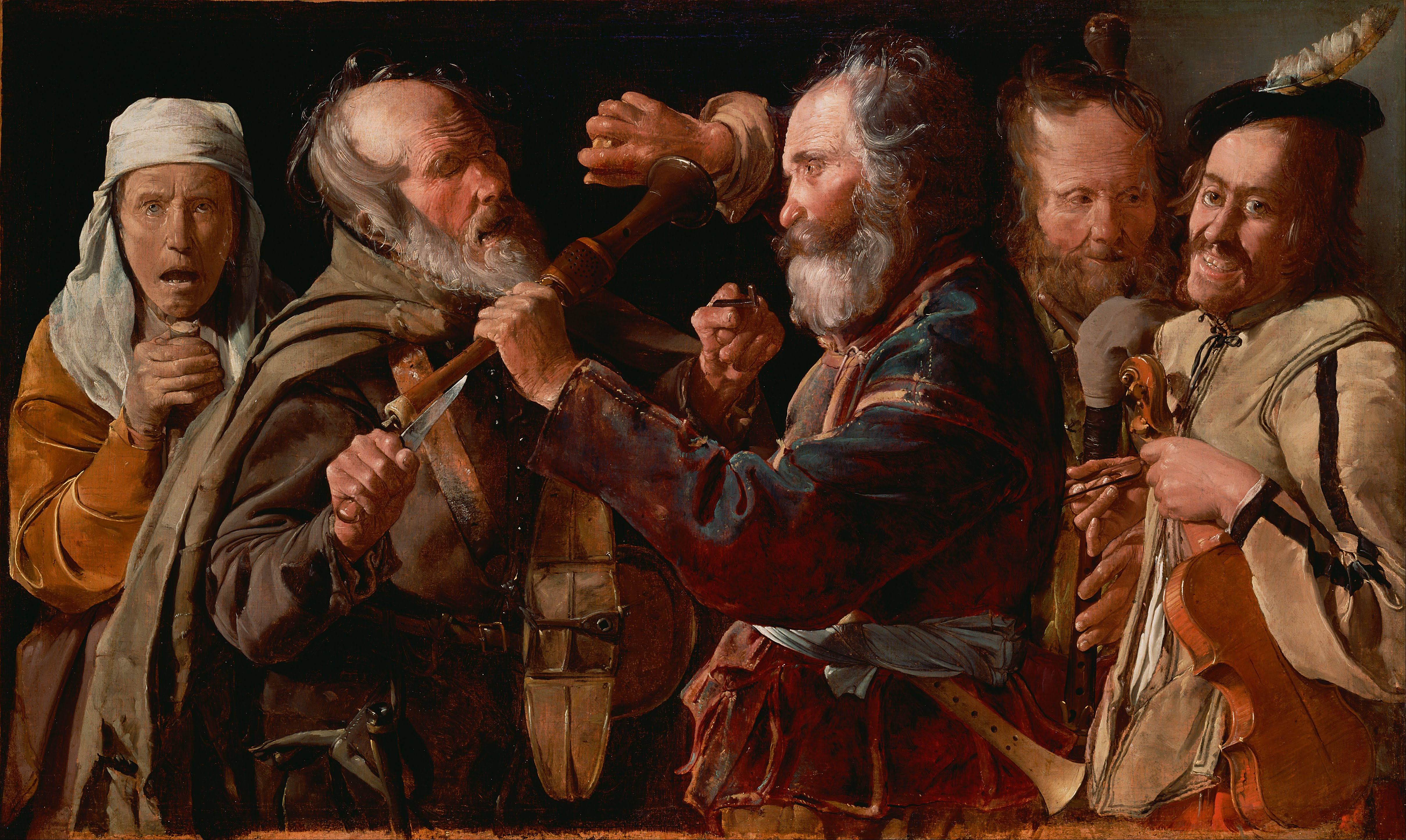
جدال حدود ۱۶۲۵-۱۶۳۰ موزه گتی ایماژ
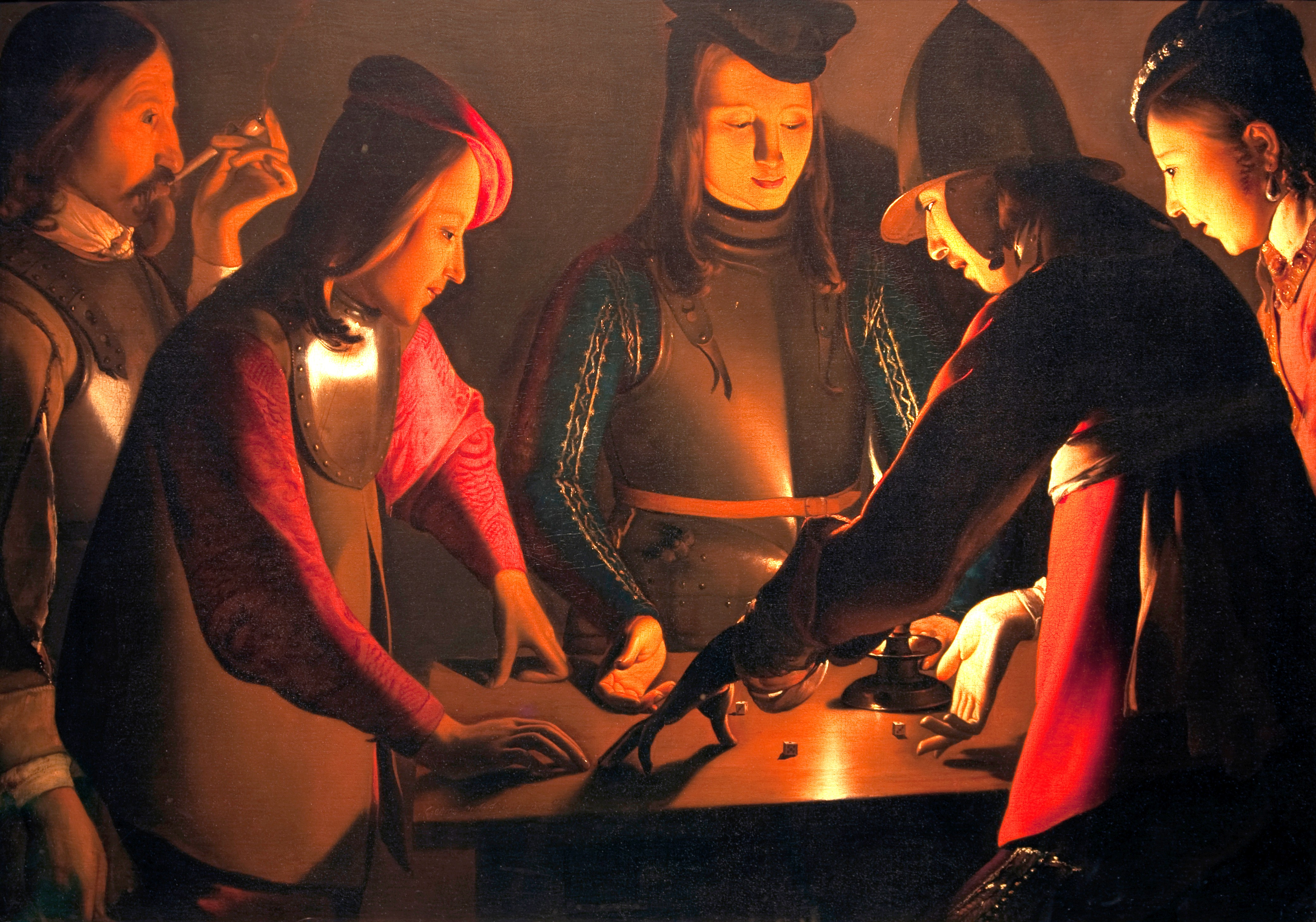
تاس-بازیکنان, حدود ۱۶۵۱ احتمالاً آخرین کار ژرژ د لا تور. موزه تالار پرستون، استاکتون-آن-تیز، انگلستان.